# セルビア海軍艦艇一覧
セルビア海軍艦艇一覧は、セルビア軍河川艦隊が過去保有した、または現在保有する、または将来保有する予定の、未完成・計画中止を含めた歴代艦艇一覧である。
凡例

## 現有勢力（2011年現在）
- 国防予算：10億6,000万ドル（+1億1,700万ドル）
- 海軍人員：900名
- 艦船隻数：15隻（+2隻）
- 哨戒艇×9（+1）
- 小型指揮艦×1
- 掃海艇×5（+1）